# Bedri Spahiu
Bedri Spahiu (* 13. Juli 1908 in Gjirokastra; † 11. Januar 1998 in Tirana) war ein albanischer Generalleutnant und Politiker der Partei der Arbeit Albaniens (PPSh).

## Biografie
Der Anhänger des Derwisch-Ordens der Bektaschi schloss 1923 seine Schulausbildung in Shkodra ab und setzte anschließend seine weitere Ausbildung an einer von Italienern geleiteten Schule in Istanbul fort. Nach seiner Rückkehr nach Albanien trat er 1927 als Soldat in die Artillerie-Schule von Tirana ein und leistete Militärdienst bis zu seiner Entlassung wegen angeblich subversiven Verhaltens im Jahr 1935.
Im Anschluss war er in einem Handelsbetrieb tätig und trat nach dem Einmarsch italienischer Truppen in Albanien 1939 der Albanischen Faschistischen Partei (Partia Fashiste e Shqipërisë) bei, die er jedoch 1940 wieder verließ. 1941 wurde er Mitglied der neugegründeten PPSh und wurde Mitglied des Provisorischen Zentralkomitees (ZK), in dessen Auftrag er die Parteiorganisation in seiner Heimatstadt Gjirokastra übernahm. Während des Zweiten Weltkrieges beteiligte er sich als Partisan von 1942 bis 1944 am kommunistischen antifaschistischen Unabhängigkeitskrieg und befehligte zusammen mit seinem Schwager Chemsi Totosani unter anderem Einheiten in Gjirokastra im Kampf gegen die 1. Gebirgs-Division der Wehrmacht. Für seine Einsätze und Tapferkeit wurde er mit zahlreichen Orden und Verdienstmedaillen ausgezeichnet.

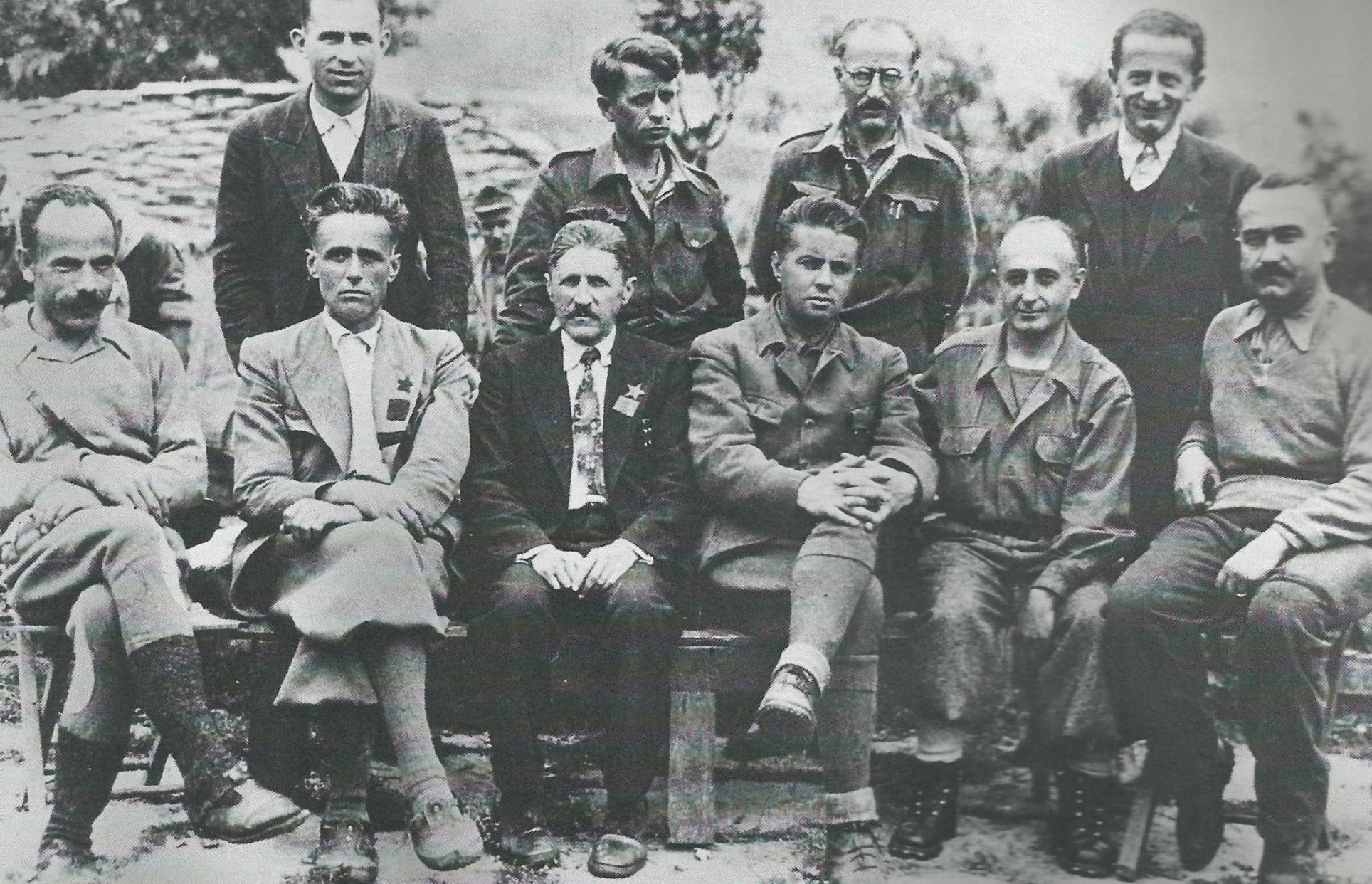
Spahiu stehend zweiter von links mit anderen Mitgliedern der provisorischen Demokratischen Regierung (1944)

Er gehörte dem aus 118 Personen bestehenden Antifaschistischen Rat der nationalen Befreiung an, der im Mai 1944 vom Kongress von Përmet als Übergangsparlament gewählt wurde und den Kommunisten zur Machtübernahme verhalf. Nach der Gründung der Volksrepublik Albanien am 11. Januar 1946 wurde er Abgeordneter der Volksversammlung (Kuvendi Popullor) und gehörte dieser von der ersten Legislaturperiode bis zum 4. Februar 1955 an. Zeitweise war er auch Mitglied des Präsidiums der Volksversammlung und damit des kollektiven Staatspräsidiums.
Zunächst wurde er Minister für den Wiederaufbau, wurde aber kurz darauf zum Generalleutnant befördert und zum Generalstaatsanwalt ernannt. In dieser Funktion war er zunächst für die Organisation von Sondergerichten und bald danach für Verfahren gegen hochrangige Parteifunktionäre wie Koçi Xoxe zuständig.
Auf dem 1. Parteitag der PPSh wurde er im November 1948 zum Mitglied des Politbüros gewählt und gehörte diesem bis März 1952 an.
Am 24. Juli 1953 wurde er Minister für Erziehung und Kultur in der Regierung von Ministerpräsident Enver Hoxha und bekleidete dieses Amt bis zu seiner Ablösung durch Ramiz Alia 1955.
Grund für seine Entmachtung im Februar 1955 war der von Enver Hoxha gemachte Vorwurf des Revisionismus. Zwei Wochen danach folgte seine Verhaftung und der Ausschluss aus der Partei sowie im Anschluss die Internierung mit seiner Familie in Elbasan.
1956 fand unter der Leitung von Beqir Balluku eine Parteikonferenz in Tirana statt, auf der Gegner Hoxhas um die Generale Panajot Plaku und Dali Ndreu und dessen Ehefrau Liri Gega den Sturz von diesem und dem neuen Ministerpräsidenten Mehmet Shehu planten. Auf dieser Sitzung forderten zahlreiche Delegierte auch Informationen über das Schicksal von Koçi Xoxe, Tuk Jakova, Bedri Spahiu und anderer prominenter Parteimitglieder und deren Rehabilitation.
Am 1. Juni 1957 wurde Spahiu zu 25 Jahren Freiheitsstrafe verurteilt, die er zunächst in Kanina und ab Januar 1958 in Tirana verbüßte. Kurz nach seiner Entlassung im Oktober 1974 wurde er erneut verhaftet und befand sich daraufhin bis zum 10. Mai 1990 in der Internierung in Selenica.